# Ragnar Fjørtoft
Ragnar Fjørtoft (* 1. August 1913 in Kristiania; † 28. Mai 1998 in Oslo) war ein norwegischer Meteorologe.

## Leben
Der Sohn eines Schulleiters wuchs in Kristiania auf. Mit 14 Jahren zog er mit seiner Familie nach Trondheim, wo er 1933 das Examen artium ablegte. Daraufhin übersiedelte er zurück nach Oslo, wo er von Halvor Solberg in Meteorologie unterrichtet wurde. Am 29. März 1939 heiratete er Ragnhild Nordskog. Im selben Jahr zog er nach Bergen, um dort Wetter-Prognosen für Vestlandet zu produzieren. 1946 lieferte er eine Arbeit über die Stabilität der kreisförmigen Wirbel.
Im Jahre 1949 zog Fjørtoft in die USA, wo er sich dem Institute for Advanced Study in Princeton anschloss. Zusammen mit Jule Charney, Philip Thomson, Larry Gates und John von Neumann gelang es ihm, die erste numerische Wettervorhersage zu produzieren. 1951 zog er zurück nach Norwegen und promovierte dort zum Dr. phil. an der Universität Oslo mit einer Dissertation über die Stabilität der atmosphärischen Strömungen.
Fjørtoft erhielt zahlreiche Auszeichnungen, darunter den Sankt-Olav-Orden (Ritter 1. Klasse 1967), den Fridtjof-Nansen-Preis für hervorragende Forschung des Nansenfonds (1977) und den Preis der International Meteorological Organization (1991).

## Belege
1. 1 2 3  Enok Palm: Ragnar Fjørtoft. In: Norsk biografisk leksikon (NBL). Band 3, Kunnskapsforlaget, Oslo 2001.
2. ↑  Jule Charney, Ragnar Fjørtoft, John von Neumann: Numerical Integration of the Barotropic Vorticity Equation. In: Tellus. 2, Nr. 4, 1950, doi:10.1111/j.2153-3490.1950.tb00336.x.